# 지방도 제1024호선
지방도 제1024호선(설천 ~ 창선선)은 경상남도 남해군 설천면 노량삼거리에서 창선면 당저교를 잇는 경상남도의 지방도이다.
국도 제19호선과 함께 남해군 일대를 잇는 남해군의 주요간선도로로, 남해대교와 남해읍, 창선·삼천포대교를 잇는 것이 특징이다. 전 구간 왕복 2차선의 도로로 구성되어 있으며, 도로 구간 가운데 고현면에서 이동면에 이르는 구간은 국도 제19호선과 중첩된다.

## 연혁
- 2003년 2월 20일 : 노선 폐지 및 재지정[1][2]
- 2008년 2월 21일 : 가인 ~ 오용간 도로(남해군 창선면 가인리 ~ 수산리) 7.92 km 구간 개통[3]
- 2008년 2월 28일 : 가인 ~ 오용간 도로 개통으로 인해 기존 남해군 창선면 가인리 735m 구간과 남해군 창선면 오용리 361m 구간 폐지[4]
- 2009년 10월 15일 : 지방도 노선 조정[5]
- 2018년 9월 10일 : 고현 ~ 설천간 도로 2.52 km 구간 확장 개통 및 기존 380m 구간 폐지[6]
- 2025년 7월 11일 : 당저교 ~ 진동리 구간이 국도 제5호선으로 승격됨.

## 주요 경유지
- 남해군
  - 설천면 노량삼거리 - 노량공원 - 노량보건진료소 - 남해대교 유람선 - 남해충렬사 - 문의리 - 설천면사무소 - 설천중학교 - 설천보건지소 - 금음리 - 문항리 - 진목리 - (동비마을앞) - 비란리
  - 고현면 오곡리 - 대사교 - 고현초등학교 - 대사리 - 고현공설시장 - 탑동 교차로 - 포상교 - 포상리 - 갈화리
  - 서면 정포리 - 정포삼거리 - 회룡삼거리 - 중현리 - 노구리 - 남상리 - 동의대학교 남해수련원 - 작장리 - 서상리 - 서상삼거리 - 성명초등학교 - 서상2교 - 남해스포츠파크 - (장항동)
  - 남면 덕월리 - 상가리 - 임진성 - 양지교 - 죽전리 - 오리교 - 평산리 - 남명초등학교 평산분교 (폐교) - 임포리 - 선구보건진료소 - 선구리 - 다랭이마을 - 홍현리 - 홍현보건진료소 - 남해청소년수련원 - 석교리 - 당항리 - 망월교
  - 이동면 용소리 - 화계교 - 화계리 - 신전리 - 신전삼거리 - 무림리 - 이동 교차로 - 이동교 - 난음리
  - 삼동면 영지리 - 시문삼거리 - 와현소류지 - 지족리 - 지족삼거리 - 창선교
  - 창선면 창선교 - 지족삼거리 - 지족리 - 광천리 - 서대리 - 율도리 - 대벽리 - 당항회전교차로 - 당항리 - 동대리 - 상신리 - 수산리 - 오룡리 - 옷고개 - 고두보건진료소 - 남해 가인리 화석산지 - 가인리 - (여튼개) - (미개통 구간 : 가인리 - 진동리) - (적량) - 진동리 - (장포) - 부윤리 - 당저교

## 중복 구간
- 남해군 고현면 탑동 교차로 ~ 서면 남상리 : 국도 제77호선과 중복
- 남해군 이동면 신전삼거리 ~ 이동 교차로 : 국도 제19호선, 국도 제77호선과 중복
- 남해군 삼동면 지족삼거리 ~ 창선면 지족삼거리 : 국도 제3호선, 국도 제77호선과 중복
- 남해군 창선면 단향사거리 ~ 상신리 : 국도 제3호선, 국도 제77호선과 중복

## 도로명
- 남해군 설천면 노량삼거리 ~ 남해대교 유람선 : 노량로
- 남해군 설천면 남해대교 유람선 ~ 남해충렬사 : 노량로183번길
- 남해군 설천면 남해충렬사 ~ 동비마을앞 : 설천로
- 남해군 설천면 동비마을앞 ~ 고현면 고현초등학교 : 고설로
- 남해군 고현면 고현초등학교 ~ 대사리 : 탑동로76번길
- 남해군 고현면 탑동 교차로 ~ 남면 죽전리 : 남서대로
- 남해군 남면 죽전리 ~ 당항리 : 남면로
- 남해군 남면 당항리 ~ 이동면 신전삼거리 : 남서대로
- 남해군 이동면 신전삼거리 ~ 이동 교차로 : 남해대로
- 남해군 이동면 이동 교차로 ~ 삼동면 지족삼거리 : 삼이로
- 남해군 삼동면 지족삼거리 ~ 창선면 지족삼거리 : 동부대로
- 남해군 창선면 지족삼거리 ~ 단향사거리 : 서부로
- 남해군 창선면 단향사거리 ~ 상신리 : 동부대로
- 남해군 창선면 오룡리 ~ 당저교 : 흥선로